# Roy Harper (personaje)
Roy Harper es un superhéroe ficticio que aparece en los cómics estadounidenses publicados por DC Comics. Roy es uno de los personajes más antiguos de DC, que se originó en los cómics de la década de 1940 como Speedy, el compañero adolescente del superhéroe Flecha Verde. Como su mentor Flecha Verde, Roy es un arquero y atleta de clase mundial que usa su puntería excepcional para combatir el crimen. Junto con otros prominentes compañeros de superhéroes de DC Comics, se convierte en un miembro central del grupo de superhéroes Jóvenes Titanes. Como adulto, Roy se deshace de su identidad Speedy para establecerse como el superhéroe del Arsenal, y luego toma el nombre de Flecha Roja para simbolizar su mayoría de edad y haberse convertido en un igual a Flecha Verde cuando se une a la Liga de la Justicia. Además de seguir sirviendo en ocasiones como uno de los Titanes, Roy ha tenido papeles protagónicos en los grupos de superhéroes los Siete Soldados de la Victoria, los Outsiders, Checkmate, la Liga de la Justicia y los Outlaws.
Fue el tema de la galardonada historia del cómic de 1971 "Snowbirds Don't Fly", que fue celebrada por su cruda descripción de la batalla de Roy contra la adicción a las drogas; la historia se considera un momento clave en la historia del cómic, ya que representó el surgimiento de temas maduros en los cómics. En 2013, ComicsAlliance clasificó a Harper en el puesto 50 en su lista de los "50 personajes masculinos más sexys de los cómics". El personaje ha sido adaptado para videojuegos y animación varias veces, y fue retratado en acción real por el actor Colton Haynes en la serie de televisión de Arrowverso Arrow.

## Historial de publicaciones
El personaje apareció por primera vez como el adolescente compañero de Flecha Verde, Speedy, un nombre por el que era conocido por más de cincuenta años, en More Fun Comics # 73 (noviembre de 1941) y fue creado por Mort Weisinger y George Papp. La versión moderna del personaje fue uno de los primeros miembros de los Jóvenes Titanes que más tarde asumió la identidad de Arsenal en The New Titans # 99 (julio de 1993), y se convirtió en miembro de la Liga de la Justicia de América bajo el disfraz de Flecha Roja en Kingdom Come # 2 (junio de 1996) o Justice League of America (vol. 2) # 7 (mayo de 2007).

## Biografía del personaje

### Origen
Roy Harper, fue criado por un jefe indígena de la tribu Navajo después de que su padre, un guardabosque, muriese en un incendio del bosque que más tarde se supo que fue provocado por polilla. Bajo la tutela de Bravo, Roy se hizo un arquero notable y después de su muerte, Roy fue adoptado por el millonario Oliver Queen, identidad secreta del superhéroe Flecha Verde de quien se volvió compañero, como el joven arquero Speedy.

### Roy Harper de Tierra-dos
Hubo una versión de Speedy en Tierra-dos quién era un miembro de los Siete Soldados de la Victoria y All-Star Squadron en los años cuarenta junto con Flecha Verde. Aparte de su origen, habiendo estado juntos especializado en una cima de la colina, su historia es similar a la historia de la versión de la Tierra-uno casi hasta el punto cuando Flecha verde y Speedy junto con sus compañeros de equipo se lanzó a varios períodos de tiempo durante una batalla con Nebula Man. Él y sus compañeros de equipo fueron rescatados después por la Sociedad de la Justicia de América y la Liga de la Justicia de América para ayudarles a salvar la Tierra-dos de las maquinaciones de su viejo enemigo Iron Hand. Años después de regresar al presente, Speedy misteriosamente desapareció durante la  Crisis en las Tierras Infinitas  cuando un nuevo universo se creó al alba del Tiempo. Si él dejó de existir o todavía está vivo y perdido, nunca ha sio determinado, aunque su mentor murió durante la parte final de la Crisis defendiendo la nueva Tierra del Anti-Monitor.

### Crisis Infinita y Un Año Después
Durante la  Crisis Infinita , Arsenal está sirviendo como el líder de los Outsiders y está criando a Lian como un padre soltero. Él estaba entre los héroes seleccionados para defender Metropolis de una invasión por la Sociedad Secreta de Supervillanos (también vea: la Batalla por Metrópolis).
Roy apareció en el primer número de la Liga de la Justicia de América #1, dónde fue revelado que él estará sirviendo en la nueva Liga de la Justicia. En el número #4, mientras en la batalla, Hal Jordan se refiere a él como "Flecha Roja" (intentando cubrir para el hecho que él casi lo llamó por su nombre real) y Roy muestra alguna sorpresa al uso de esto. Anuncios de juguetes que aparecen a lo largo de las publicaciones de DC Comics identifican al personaje como Flecha Roja. En  la Liga de la Justicia de América  #7, es admitido al número de miembros de la Liga y adopta oficialmente el nuevo traje de la identidad de Flecha Roja, justificado como el fin de una era y sobrepasando sus problemas de relación con Green Arrow. De hecho su traje fue un regalo de Green Arrow, sin saber que si él nunca se hubiera recuperado de la adicción a las drogas, él podría darle un nuevo propósito y podría cambiar de vida, mientras preguntando a Hal y Dinah, ser las " figuras verdaderas" paternales en la vida de Roy, continúe el papel de su mentor.

### Nuevo universo DC
En noviembre del año 2011 el universo ficticio DC se vio reiniciado tanto en la numeración de sus series como en el desarrollo de sus argumentos. De esta forma, este personaje participa en un nuevo cómic con el título Red Hood and the Outlaws, donde hace equipo con las nuevas versiones de los superhéroes Red Hood y Starfire y se une a los Outlaws.
En este reinicio, Arsenal es un joven rebelde, lleno de tatuajes y superhéroe experimentado. Sin embargo, al igual que sus compañeros, tiene una actitud disconforme y es radical en sus actuaciones. Es rescatado de una prisión de un país ficticio de oriente próximo por Red Hood y por ello le acompaña en su viaje para acabar con el ser conocido como el Untitled.

## Poderes y habilidades
En los cómics, Roy Harper no posee atributos sobrehumanos, pero es extremadamente experto en el uso del arco y la flecha, así como en una amplia gama de armas, y Green Arrow admite que Roy lo superó. También tiene la capacidad de tomar prácticamente cualquier objeto y usarlo en combate como un arma eficaz, un arte marcial que dominaba conocido como Moo Gi Gong. Harper también es un hábil combatiente cuerpo a cuerpo y posee grandes habilidades analíticas y detectivescas. Fue entrenado en la lucha cuerpo a cuerpo por varios personajes, incluidos Canario Negro y Nightwing. Hal Jordan también le enseñó a boxear. Roy es un maestro del espionaje por sus días de espionaje en el CBI y Checkmate. Roy también puede usar la acupresión como un medio para deshabilitar temporalmente los músculos de un oponente golpeándolos en puntos muy específicos de sus cuerpos, algo que resulta útil con su puntería precisa.
Roy habla japonés y entiende ruso. Antes de Flashpoint, después de la pérdida de su brazo derecho, Roy Harper recibió una prótesis avanzada, construida por Vic Stone, diseñada para rodear sus terminaciones nerviosas dañadas y restaurar su grado habitual de coordinación mano-ojo, aunque con el precio de un dolor constante en el miembro fantasma. El dolor se eliminó en la segunda versión del brazo.

### Armas y equipo
Antes de Flashpoint, al igual que Nightwing y otros miembros de la Bat-Family, el traje de Roy Harper es capaz de emitir un pulso electrónico. Sin embargo, se desconoce si su traje es capaz de emitir solo un pulso, como el de Batman y Nightwing, o varios. Roy lleva varias armas en sus muchos trajes, incluido un arco y varias flechas, incluidas muchas flechas de utilidad y trucos. Se sabe que lleva una ballesta, cuchillos arrojadizos, un bastón, armas de fuego láser, garrotes, un boomerang, bolas electrificadas entre una amplia gama de armas no letales.
Roy también incorpora Promethium Kevlar para blindar sus trajes, lo que le ha salvado la vida en al menos dos ocasiones.

## Apariciones en otros medios

### Televisión

#### Animación
- La primera aparición animada de la versión Roy Harper de Speedy fue en los segmentos de Teen Titans en The Superman / Aquaman Hour of Adventure de 1967, con la voz de Pat Harrington, Jr. Apareció junto a Wonder Girl, Kid Flash y Aqualad.
- Speedy también apareció en la serie animada principal de Los Jóvenes Titanes, con la voz de Mike Erwin. Su nombre real nunca se da, pero el personaje es claramente Roy Harper. Roy es descrito como empleando "un verdadero arsenal" de flechas, en un guiño a su futura personalidad. Aparece por primera vez como personaje secundario en "Winner Take All", luchando contra Robin y tratando de convencerlo de que ganar es realmente tan importante. Más tarde, Speedy se unió al grupo hermano del equipo, Titanes del Este. Como se muestra en la serie, Speedy es serio y profesional como en sus años en el Arsenal en los cómics, liderando a Beast Boy para comentar sobre sus similitudes con Robin. Sin embargo, cuando reaparece en "Titans East Pt. 1", se ve más de su tradicional personalidad de chico malo Speedy, ya que se niega a disculparse por comprar tacos de pescado, lo que ofende a Aqualad porque los tacos podrían ser sus amigos de pescado. Hermano Sangre lo controlaba mentalmente en "Titans East Pt. 2", pero los Jóvenes Titanes lo salvan. El arco de Speedy fue roto por  Cheshire en "Calling All Titans" cuando lo dominó, pero, en el episodio "Titans Together", Speedy de alguna manera recuperó la posesión de su arco cuando fue liberado de su animación suspendida. Al final de este episodio, se lo vio con los otros Titanes de pie en un edificio para luchar contra el Doctor Luz.
- La versión Roy Harper de Speedy aparece en el episodio "Patriot Act" de Liga de la Justicia Ilimitada, con la voz nuevamente de Mike Erwin. En esta versión, Speedy afirma que es el "ex compañero" de Green Arrow cuando Green Arrow lo llama un "ex compañero". Tiene un diseño un poco más antiguo y mejor construido que su encarnación de los Jóvenes Titanes. La apariencia de Speedy también es un guiño al equipo de superhéroes original de Siete Soldados de la Victoria. También aparece en el número 30 del cómic Justice League Unlimited en el que él y Booster Gold tienen que proteger la torre de vigilancia del Doctor Polaris.[8]
- Speedy aparece en Batman: The Brave and the Bold, con la voz de Jason Marsden (principalmente) y Ryan Ochoa (como la versión joven que se ve brevemente en "Sidekicks Assemble"). Esta versión es el compañero estereotipado de los niños, con frases como "¡Caramba!" o "Santo [insertar frase poco común]". Green Arrow lo trata mal a veces, y Speedy lo señala desafiante a pesar de su personalidad generalmente agradable al final de "Sidekicks Assemble". Apareciendo por primera vez en "Dawn of the Deadman!", está poseído tanto por Deadman como por el espíritu de Batman, con el fin de reclutarlo a él y a Green Arrow en una batalla contra el ejército de muertos vivientes formado por el Caballero Fantasma. En "Sidekicks Assemble", Speedy se une a sus compañeros Aqualad y Robin para luchar contra Ra's al Ghul.
- Roy Harper es un personaje importante en la serie animada Young Justice, con la voz de Crispin Freeman.[9] Esta apariencia es única ya que presenta a un clon de Speedy que se convierte en Red Arrow, separado del Speedy real que se convierte en Arsenal. En el piloto "Día de la Independencia", Speedy pierde su lugar como compañero de Green Arrow debido a la frustración de que la Liga de la Justicia no lo convertirá en un miembro de pleno derecho. Toma el alias de Red Arrow cuando comienza a operar solo y se enfrenta a Artemis, la nueva compañera de Green Arrow que sospecha que es un topo, debido a que todavía tiene respeto por el equipo. En "Sospechosos habituales", Red Arrow finalmente gana membresía en la Liga de la Justicia, solo para darse cuenta de que él fue el topo desde el principio; de hecho, es un clon de Cadmus controlado mediante programación e hipnosis. En la temporada 2, Red Arrow ha pasado los últimos 5 años buscando obsesivamente al verdadero Roy Harper, en detrimento de su salud y su amistad con sus aliados, pero también se casó con Cheshire y tuvo una hija, Lian Nguyen-Harper. Red Arrow y Cheshire finalmente encuentran al Speedy original congelado criogénicamente en un templo en el Tíbet, sin un brazo, una referencia a Red Arrow perdiendo su brazo en "Cry for Justice", pero luego obtiene un brazo cibernético de Lex Luthor y luego pasa por el alias de Arsenal. El Arsenal finalmente se une al equipo, altamente capaz pero también impetuoso, imprudente y desobediente. Arsenal es despedido temporalmente del equipo hasta que pueda aprender a ser un jugador de equipo. Al final de la segunda temporada, Arsenal opera solo y Red Arrow se ha retirado para enfocarse en ser padre. En Young Justice: Outsiders, el clon Roy ahora se hace llamar "Will", se ha dejado crecer la barba y creó una empresa de seguridad llamada "Bowhunter Securities" para mantener a su familia. Nightwing pide a Will que lo ayude a él, a Roy y a Jim para que lo ayuden a liberar a los metahumanos, cada Arpista tiene una personalidad única pero luchan bien juntos. Incluso parecen considerarse el uno al otro como familia.
- La versión Roy Harper de Speedy vuelve a aparecer en una comedia de situación animada, Teen Titans Go!, con la voz de Scott Menville. En el episodio "The Date", Speedy y Robin se pelean por una cita con Starfire. Aunque Robin derrota a Speedy, él se siente culpable por sus acciones y le dice a Starfire la verdad, pero ella lo golpea contra una pared. Speedy hace un cameo en "Starliar" dando una expresión de miedo en reacción a la música que Raven comenzó a tocar en la Fiesta de Baile Anual de Titans East. En el episodio "Real Orangins", Speedy fue visto en una computadora, pero regresó al Arsenal.

#### Acción en vivo
- Colton Haynes interpreta a Roy Harper en la serie de televisión de The CW Arrow, la primera aparición en vivo del personaje.[10][11] Roy aparece por primera vez en el episodio quince de la primera temporada, "Dodger", como un carterista que roba el bolso de Thea Queen. Sin embargo, se enamoran después de que lo atrapan y comienzan a salir, aunque su relación es intermitente. Después de que Oliver Queen le salva la vida de un asesino en el episodio "Salvation", gana un interés activo en el justiciero y quiere emularlo. Roy es un personaje recurrente a lo largo de la temporada y una serie regular en la segunda temporada.[12]
  - En la segunda temporada, Roy, con una capucha roja, trabaja junto a Oliver como justiciero. Cuando es capturado por Hermano Sangre, se le inyecta la droga Mirakuru de Deathstroke, que le da fuerza y curación sobrehumanas, al mismo tiempo que lo vuelve hostil y violento. Finalmente, Oliver y Sara Lance lo curan y se convierte en un miembro de pleno derecho del Equipo Arrow cuando ayuda a Oliver y sus aliados a luchar contra Deathstroke y sus fuerzas en el final de temporada. Sin embargo, la decisión de Roy de continuar como parte del Equipo Arrow le cuesta su relación con Thea.
  - En la tercera temporada, Roy es oficialmente apodado Arsenal, después de que un villano lo llama "otra arma en el arsenal [de Oliver]".[13] También se le conoce temporalmente como la Flecha Roja, durante la prolongada ausencia de Oliver de Star City. Después de que Ra's al Ghul expone la identidad de Oliver, Roy toma la culpa de su mentor y se deja capturar con el traje de Oliver, haciendo que el público piense que él ha sido Arrow todo el tiempo. El equipo Arrow ayuda a Roy a salir de la cárcel y a Star City fingiendo su muerte. Finalmente, Thea localiza a Roy viviendo bajo un alias en Monument Point. Él la anima a vivir la vida por la que él y Oliver sacrificaron tanto, y le deja su traje rojo antes de emprender otra nueva vida en Hub City.
  - En la cuarta temporada, Noah Kuttler / The Calculator localiza a Roy y amenaza con exponerlo a menos que regrese a Star City y le robe el equipo. Después de que Team Arrow hace pensar a Kuttler que Roy ha sido asesinado, se reincorpora al equipo como Arsenal y los ayuda a detener a Kuttler, luego de lo cual Roy deja Star City nuevamente.
  - En la sexta temporada, Ricardo Díaz captura a Roy y lo lleva de regreso a Star City, intentando obligarlo a testificar que Oliver es la Flecha Verde en la corte. Él se niega y finalmente es salvado por Oliver y Thea. Roy luego ayuda a Oliver, Thea y el resto del Equipo Arrow a luchar contra el Gremio Thanatos, que están tratando de localizar los Pozos de Lázaro restantes. Luego decide unirse a Thea y Nyssa al Ghul en su misión de localizar y destruir los Pozos de Lázaro en todo el mundo y deja Star City. Mientras tanto, su reputación se aclara en el final de temporada, cuando Oliver admite públicamente que él es y siempre ha sido tanto la Flecha como la Flecha Verde.
  - Roy regresa a Star City en la séptima temporada, cuando el Equipo Arrow pide su ayuda para luchar contra el Noveno Círculo. Él revela que murió luchando contra el Gremio de Thanatos y fue revivido por Thea y Nyssa con un Pozo Lázaro, lo que provocó que ocasionalmente tuviera ataques incontrolables de rabia, lo que lo llevó a abandonar la ciudad una vez más al final de la temporada. La temporada también ve a Roy en su propia historia en flashforwards ambientada en 2040, que lo representa viviendo en el exilio en Lian Yu hasta que es contactado por el ahora adulto hijo de Oliver, William. Los dos siguen las pistas dejadas por Felicity, viajan a Star City y se conectan con Canary Network para salvar la ciudad del Galaxy One.
  - En la octava temporada, Roy regresa a Hub City para trabajar como mecánico, donde Diggle lo recluta nuevamente en el equipo después de enterarse de su futuro, ya que su objetivo es prevenirlo. Al darse cuenta de que la cura para su sed de sangre es ser parte de un equipo, Roy regresa al Team Arrow. Cuando el equipo se dirige a Lian Yu para crear el arma para la Crisis, su avión es alcanzado por Eddie Fyers con un cohete, provocando que se estrelle en la isla. Roy sobrevive, pero su brazo derecho es aplastado por el motor del avión, y Roy les dice a Diggle y Connor Hawke que amputen, ya que esa era la única forma en que podían escapar a tiempo. Poco después, Roy recibe un brazo mecánico de la tecnología de Ray Palmer, lo que le permite volver a ser un héroe como Arsenal. Se compromete con Thea Queen en el final de la serie.
- Se hace referencia a Roy Harper en la segunda temporada de la serie Titanes de DC Universe, donde se revela que proporcionó a Donna Troy y Kory Anders información para ayudarlos a capturar a Shimmer. Más tarde se comunica con Donna después del arresto de Shimmer, pero no es visto ni escuchado físicamente.
- Roy Harper aparece en Stargirl, donde hace un cameo como Speedy en una vieja fotografía como miembro de los Siete Soldados de la Victoria junto a varios otros, incluido Green Arrow. Pat Dugan revela que él era parte del equipo al mismo tiempo que existía la JSA, y que el equipo pasó desapercibido a pesar de que salvaron al mundo.

### Película
- Roy Harper aparece dos veces en el Universo de Películas Animadas de DC:
  - Roy aparece como Speedy en Teen Titans: The Judas Contract, con la voz de Crispin Freeman, repitiendo su papel de Young Justice. Junto con Bumblebee y Kid Flash, se le ve en un flashback de cómo los Jóvenes Titanes conocieron a Starfire.
  - Roy regresa en Justice League Dark: Apokolips War, apareciendo como uno de los Titanes mientras se preparan para luchar contra Darkseid. Sin embargo, junto con el resto de los Titanes y muchos de los otros héroes, muere en batalla. Se desconoce su destino final, ya que la película concluye con Barry Allen regresando en el tiempo para arreglar todo, con la nueva línea de tiempo aún por ver.
- Dos versiones de Roy Harper hacen una breve aparición en Teen Titans Go! to the Movies.

### Videojuegos
- La versión de Roy Harper de Red Arrow hace un cameo en el final de Green Arrow en Injustice: Dioses entre nosotros.
- La versión Arrow de Roy Harper aparece como un personaje jugable a través de contenido descargable en Lego Batman 3: Beyond Gotham.
- Injustice 2 tiene dos variaciones del disfraz del Arsenal que se pueden desbloquear como sombreadores alternativos para Green Arrow.
- Roy Harper como Arsenal aparece como un personaje jugable en Lego DC Super-Villains, nuevamente con la voz de Crispin Freeman.